# Manulea thysiflora
Manulea thyrsiflora är en flenörtsväxtart som beskrevs av Carl von Linné d.y.. Manulea thysiflora ingår i släktet Manulea och familjen flenörtsväxter. Inga underarter finns listade i Catalogue of Life.